# ヒンガロール
ヒンガロール (Hingalol, Hingalool, ソマリ語: Xingalool) はソマリア北部のサナーグ地域にある町。プントランドの影響が大きいが、ソマリランドも領有権を主張している。

## 概要
ヒンガロールは、サナーグ地域のハディード高原にある。小さな村落だったが、ソマリア内戦をきっかけに急成長した。

## 地形
この辺りの土地はXadeedと呼ばれ、ヒンガロールはその南端である。Xadeedの多くは石膏と硬石膏で覆われているため水はけが悪く、たびたび洪水が発生する。ところどころで石灰岩の箇所があり、そこには草本植物が生えるが、石膏質の場所は全くの裸地である。ヒンガロールの周辺では、地面の表面が崩落してシンクホールとなっているところが多くみられ、そこにはアカシアが自生している。そのため放牧や野生動物の保護などが盛んである。

## 住民
主な住民はソマリ人のワルサンガリ氏族。
人口は、2003年の国連の調査によると4200人。2007年のWFPの調査によると2100人。

## 教育
プントランド教育省によると、ヒンガロール地区には11の初等学校があり、学校名はMindhicir, Shibiraale, Carmale, Darul Qur'anである。この地域の中等学校にHingalol Secondaryがある。

## 歴史
ヒンガロールはソマリア独立直前の1958年に作られた町である。ソマリアが1960年に独立すると、国内各地にボーリングを行い、人が住めるように開拓した。そして、特定の場所で過放牧が行われないよう、政府が管理して放牧を行わせることとした。政府はヒンガロールとエルブーの間に道路を作り、住民にはローテーションで放牧をさせた。
このあたりの開拓は無計画に行われたため、各地で旱魃となった。ソマリア政府は水量が豊かなヒンガロールのような町からトラックで周囲に水を運んだ。このようなことが続いたため、ヒンガロール周辺には裸地が目立つようになった。特に1988年から1995年にかけて顕著な傾向が見られる。
2003年2月、ボサソのプントランド軍がヒンガロールに進駐。
2007年4月、プントランドで20番目となる地方議会がヒンガロールに設立されたと報じられた。
2011年5月、ヒンガロールで地元軍と民兵の間で銃撃戦が発生。
2012年11月、プントランド軍がヒンガロールに進駐。目的はソマリランドの投票への参加を防止するためだった。
2014年1月、エルブーとヒンガロールで下痢症状が発生し、子供を中心に14名が死亡した。
2014年6月、ヒンガロールで蝗害が発生したと報じられた。
2014年8月、ワルサンガリ氏族のスルターンであるSuldan Said Abdisalam Mohamud Ali Shireがヒンガロールを訪問し、住民が歓迎。
2016年4月、旱魃の被害を受けたヒンガロールに、デンマークのディアスポラから食料などの支援物資が届けられた。
2017年11月、ヒンガロールにプントランドの代表者が訪れ、プントランドにとってサナーグ地域で3番目となる軍事基地を着工したと発表した。
2018年7月、ヒンガロールに住む9人家族が入院し、何人かは昏睡状態になっており、牛乳に毒が入っていたものとみられると英BBCが報じている。この情報は衝撃的だったらしく、多くのメディアが報道している。
2019年12月、ヒンガロールでプントランドに対する抗議活動が行われた。
2020年5月、毒蛇（Gungume）が農村部の子供を噛んで2人が死亡。
2020年6月、ヒンガロールでソマリア連邦政府を支持するデモが行われ、プントランド警察はデモ隊を解散させ、数名が逮捕された。
2020年10月、プントランド環境農業副大臣がヒンガロールの教育機関を視察。

## 政治家
- Faarax Yuusuf Siciid - ヒンガロール地区知事（2007[13]-）[26]